# Кент (полуостров)
Кент (англ. Kent Peninsula) — крупный полуостров на северо-западе Канады.

## География
Полуостров Кент находится на севере материковой части территории Нунавут. К западу от полуострова лежит залив Коронейшен. На севере пролив Дис отделяет его от крупного острова Виктория. На юге пролив Мелвилл и залив Элу почти полностью отрезают полуостров от материка, с которым он связан лишь узким перешейком на юго-востоке. На юго-востоке омывается водами бухты Лабиринт залива Куин-Мод. Крайняя западная точка полуострова — мыс Флиндерс (Flinders Cape), крайняя северная — мыс Александер (Cape Alexander). Наивысшая точка полуострова — Маунт-Джордж (Mt.George) высотой 183 метра. Длина полуострова 112 км, ширина — 40 км.
Полуостров назван Томасом Симпсоном в честь Герцогини Кентской, сестры короля Бельгии Леопольда I и матери королевы Великобритании Виктории.

## История
Ранее западные территории этого полуострова служили местом жительства эскимосам из подгруппы Умингмуктогмиут, поселение которых называлось Умингмуктог (англ. Umingmuktog). Для многих исследователей ориентиром стал мыс Тернегейн (англ. Turnagain Point), расположенный в 25 милях от мыса Флиндерс, около мыса Франклина (координаты 68°36′30″ с. ш. 108°18′30″ з. д.). В 1821 году сэру Джону Франклину удалось обогнуть мыс с запада. В 1838 году Томас Симпсон достиг почти той же точки, но путь был прегражден льдами, что заставило его отойти на 100 миль в восточном направлении. В 1839-м, когда в тех местах льдов уже не было, Симпсон полностью обогнул побережье.